# França Xica
França Xica era un antic barri de la ciutat de Barcelona, situat al districte de Sant Martí de Provençals.

## Història
El barri de la França Xica comprenia un tros del carrer del Taulat, la torre de les aigües de Can Girona, l'Estació de Poblenou (MZA) i la Catalana de Gas. El nom de França Xica es deu a la presència d'una colla de tècnics i enginyers francesos encarregats de la construcció i el desenvolupament de la fàbrica MACOSA –Can Girona– que es va instal·lar al Poblenou. En aquest indret no solament es trobava la fàbrica de MACOSA, sinó que també estaven instal·lades les diferents fàbriques (Can Vidal, Can Puntí, Can Vilella i Can Bianchini) i dues cooperatives, una de les quals era una sucursal de La Flor de Maig.